# 梨久保遺跡
梨久保遺跡（なしくぼいせき）は、長野県岡谷市長地にある縄文時代の集落遺跡である。1984年（昭和59年）1月11日に国の史跡に指定され、1986年（昭和61年）6月16日に追加指定が行われた。また、出土品を含めて日本遺産「星降る中部高地の縄文世界－数千年を遡る黒曜石鉱山と縄文人に出会う旅－」の構成文化財にも認定されている。

## 概要
梨久保遺跡は、長野県の中央部、諏訪湖の西北の山麓に位置する縄文時代前期から後期の集落跡である。諏訪湖北方の山地から流れ出る常現寺沢によって形成された標高830〜860メートルの小扇状地の上に立地する遺跡であり、中部高地の縄文時代中期初頭を代表する「梨久保式」の標式遺跡として知られている。
梨久保遺跡が初めて学界に報告されたのは、1901年（明治34年）のことであったが、1918年（大正7年）には八幡一郎によって、梨久保遺跡における表採石器の内容が詳細に報告されている。戦後の1949年（昭和24年）から翌50年（昭和25年）にかけて、諏訪考古学研究所による発掘調査が行われ（A地点）、初めて「梨久保式土器」の名が学界に紹介された。続いて1963年（昭和38年）に、同じく諏訪考古学研究所による調査が行われ、この調査で得られた豊富な資料をもとに、前期以来の伝統を引き継ぐ「繊細な竹管文とへら描文」と、以後の豪壮な中期土器につながる「小さな把手」を特色とする「梨久保式土器」の内容が紹介されるとともに、中期初頭というその編年的位置が確定されることとなった。その後、1969年（昭和44年）以降は、宅地造成や工場建設等の開発の波に対処して岡谷市教育委員会による7次にわたる緊急調査が行われた。
遺跡の範囲は、扇状地の谷口部から扇央部一帯に広がる東西150メートル、南北250メートルの範囲であり、この間にほぼ等高線に沿う形で、上・中・下の3群の建物群が展開し、建物群の間に、甕被り土壙墓を含む小竪穴群が存在する構成がうかがえる。現在までの調査で確認された竪穴建物は、繩文前期7・中期58・後期8・不明21の計94棟であり、中期のものが圧倒的に多い。この中には、後期初頭の敷石建物4棟を含んでいる。また、土壙墓を含む小竪穴は総数485に達している。なお、中期初頭の梨久保式期の遺構・遺物は、扇頂部に集中して発見されており、古く調査されたA地点の周辺部から、西の扇側部にかけての未調査地に、その主体が埋蔵されている可能性が高く、今後の調査に期待するところが大きい。
梨久保遺跡は、前期後半に、関東・中部地方の諸磯文化と、近畿地方から伊那谷を経て流入した北白川下層諸型式の文化が融合した諏訪盆地の北辺に位置し、また主体となる中期の集落の中に、「梨久保式」に代表される中期初頭のものを含むことから、繩文農耕論まで導き出すことになった中部高地の特色ある繩文中期文化の成立と、その展開をとらえる上で重要な意義をもつ。
多数の甕被り土壙墓の中に、石匙を副葬した特色あるものの他、日本海側の越後に産するひすいや琥珀製の有孔垂飾を副葬した例6基が発見されていることは、こうした梨久保遺跡の地理的・文化的な立地を良く示すものであろう。